# 萊姆尼亞鄉
46°3′0″N 26°16′0″E / 46.05000°N 26.26667°E
萊姆尼亞鄉（羅馬尼亞語：Comuna Lemnia, Covasna），是羅馬尼亞的鄉份，位於該國中部，由科瓦斯納縣負責管轄，面積95平方公里，海拔高度570米，2007年人口1,989，人口密度每平方公里21人。